# قائمة الألعاب المبنية على كثيب
لقد تم نشر عدد من الألعاب استنادًا إلى عالم كثيب الذي أنشأه فرانك هربرت.

## ألعاب الفيديو
حتى الآن، تم إصدار ستة ألعاب فيديو مرخصة مرتبطة بكثيب.

## ألعاب الأون لاين
كانت هناك أيضًا العديد من ألعاب إم يو دي (الأبعاد متعددة المستخدمين) المستندة إلى كثيب والألعاب عبر الإنترنت المستندة إلى المتصفح، وكلها تم إنشاؤها وتشغيلها بواسطة المعجبين.

### لعبة تقمص أدوار متعددة اللاعبين تعتمد على النصوص كثيب
كثيب إم يو دي هي لعبة متعددة اللاعبين عبر الإنترنت غير مرخصة، وهي لعبة إم يو دي نشطة منذ عام 1992.
كانت كثيب إم يو إس أتش لعبة متعددة اللاعبين عبر الإنترنت غير مرخصة، وهي إحدى الألعاب متعددة اللاعبين النشطة في أوائل التسعينيات.
كانت كثيب 2 لعبة متعددة اللاعبين عبر الإنترنت غير مرخصة من إنتاج إم يو إس أتش وكانت نشطة في أوائل التسعينيات.

### خلف كثيب
خلف كثيب هي لعبة فلاش فردية غير مرخصة عبر الإنترنت صدرت لأول مرة في عام 2016. اللعبة مبنية على كثيب (1992) من كريو التفاعلية.

## وصلات خارجية
- سلسلة ألعاب فيديو كثيب على موبي غيمز
- العاب كثيب لفرانك هربرت في uvlist.net
- ألعاب كثيب في Dune2k.com